# Eusphalerum sorbicola
Eusphalerum sorbicola är en skalbaggsart som först beskrevs av Kangas 1941.  Eusphalerum sorbicola ingår i släktet Eusphalerum, och familjen kortvingar. Arten är reproducerande i Sverige.